# Roclincourt
Roclincourt is een gemeente in het Franse departement Pas-de-Calais (regio Hauts-de-France). De plaats maakt deel uit van het arrondissement Arras. Roclincourt telde op 1 januari 2022 786 inwoners.

## Geografie
De oppervlakte van Roclincourt bedroeg op 1 januari 2022 5,93 vierkante kilometer; de bevolkingsdichtheid was toen 132,5 inwoners per km².

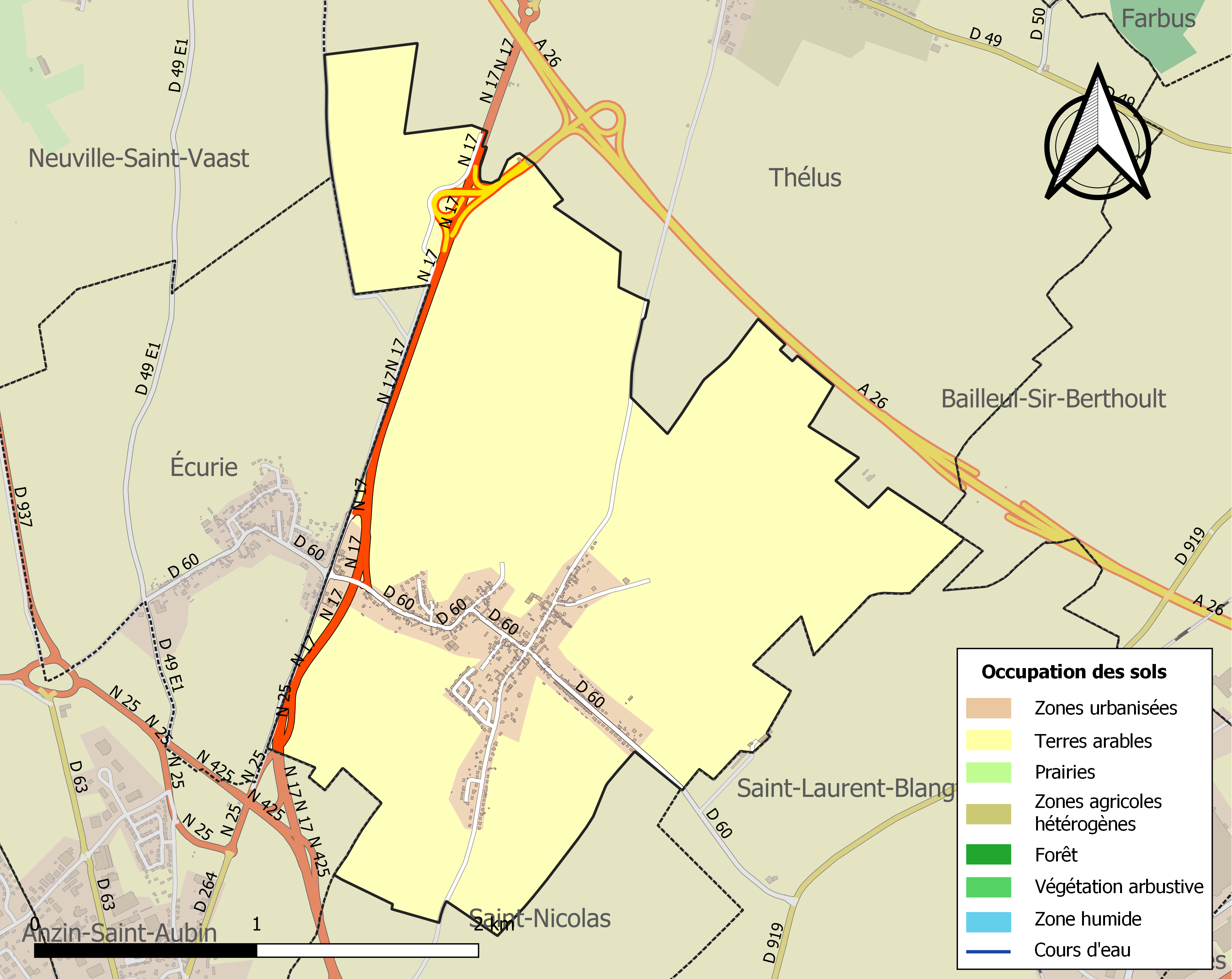
Kaart van de gemeente met belangrijkste infrastructuur, bodemgebruik en omliggende gemeenten

## Demografie
Onderstaande figuur toont het verloop van het inwonertal (bron: INSEE-tellingen).

## Bezienswaardigheden
Op het grondgebied van de gemeente bevinden zich vier Britse militaire begraafplaatsen uit de Eerste Wereldoorlog:
- Arras Road Cemetery
- Highland Cemetery
- Roclincourt Military Cemetery
- Roclincourt Valley Cemetery